# حسن‌آباد (قلعه مظفری)
حسن‌آباد روستایی در دهستان قلعه مظفری بخش مرکزی شهرستان سلسله استان لرستان ایران است.

## جمعیت
بر پایه سرشماری عمومی نفوس و مسکن در سال ۱۳۹۵ جمعیت این روستا ۱۲ نفر (۵خانوار) بوده‌است.